# Aeroporto Internacional de Anchorage Ted Stevens
O Aeroporto Internacional Ted Stevens Anchorage (em inglês:  Ted Stevens Anchorage International Airport) é o maior aeroporto do estado norte-americano do Alasca, localizado a aproximadamente 7 km do centro de Anchorage. O aeroporto foi construído em 1951 e nomeado Anchorage International, sendo batizado novamente em 2000, quando recebeu o nome atual em homenagem ao senador Ted Stevens. 
O Aeroporto Ted Stevens é o segundo maior centro de operações da Alaska Airlines, só perdendo para o Aeroporto Internacional de Seattle-Tacoma. É também o 5º aeroporto do mundo em movimento de carga.  
Apesar de sua localização privilegiada, o ANC não recebeu muitos voos do Extremo Oriente durante a década de 1960, devido ao limite de espaço aéreo soviético. Ainda hoje, o aeroporto serve de escala para os voos entre a Ásia e a costa leste dos Estados Unidos.
Em 2 de maio de 2020, durante a pandemia de COVID-19, o aeroporto chegou a liderar o ranking diário de pousos e decolagens ao registrar 215 voos a mais do que o Aeroporto Internacional de Atlanta, o mais movimentado do mundo. Em 11 de maio constatou-se que dos cerca de 150 Boeing 747 em voo no mundo, pelo menos um terço tinha como origem ou destino este aeroporto.
Este movimento significativamente maior durante a crise se dá devido ao enorme número de voos cargueiros sendo requisitado para transporte de aparelhagem médica, somado ao fato de que grande parte desses voos acaba optando por fazer escalas de reabastecimento com o intuito de aumentar a quantidade de carga que pode ser transportada.